# Хокер, Уилфред
Уи́лфред Хо́кер (нидерл. Wilfred Hawker; 1955, Парамарибо, Суринам — 13 марта 1982, там же) — военный и политический деятель Суринама. Участник двух неудачных государственных переворотов. Был приговорён к высшей мере наказания правящим военным правительством за его роль в заговорах. Он был последним человеком приговорённым к смертной казни в Суринаме.

## Биография
Родился Уилфред Хокер в 1955 году в Парамарибо. До 1980 года служил в армии Вооружённых сил Суринама. Он входил в группу сержантов во главе с Дези Баутерсе которые 25 февраля 1980 года совершили государственный переворот. После переворота Хокер был направлен в Нидерланды, где он проходил обучение в подразделении Нидерландских коммандос.
15 марта 1981 года Хокер попытался организовать заговор против Баутерсе и его военного правительства. Однако попытка переворота провалилась и Уилфред Хокер был арестован и направлен в военную тюрьму. 11 марта 1982 года он был освобождён участниками заговора, которые пытались организовать новый переворот против Дези Баутерсе. 12 марта 1982 года Хокер был ранен и попал в госпиталь, где его и арестовали правительственные войска. Уилфред Хокер был направлен в Форт Зеландия где пребывал до исполнения приговора.

### Приговор и смерть
Трибунал приговорил Хокера к смертной казне за измену. 13 марта 1982 года Уилфред Хокер был расстрелян, его казнь показывали в прямом эфире суринамского телевидения.